# Animal Crossing: Pocket Camp
Animal Crossing: Pocket Camp (どうぶつの森 ポケットキャンプ?, Dōbutsu no Mori Poketto Kyanpu, Animal Forest: Pocket Camp) è stato un simulatore sociale free-to-play per dispositivi mobili della serie Animal Crossing, sviluppato e pubblicato da Nintendo per sistemi operativi iOS e Android. È stato pubblicato il 25 ottobre 2017 in Australia ed il 22 novembre dello stesso anno nel resto del mondo. Il gioco, sulla scia dei suoi predecessori, permette al giocatore di interagire coi residenti di un piccolo villaggio, di portare a compimento delle missioni, di commerciare e di decorare gli ambienti in cui si vive.
Il gioco ha raggiunto la fine del servizio il 28 novembre 2024 ed è stato sostituito con una versione offline a pagamento senza microtransazioni chiamata Animal Crossing: Pocket Camp Complete, è uscito il 2 dicembre 2024.

## Modalità di gioco
Animal Crossing è una serie di giochi di genere simulatore sociale in cui il giocatore personalizza l'ambiente di vita del proprio avatar e della comunità, commerciando materiali e beni comuni in cambio di oggetti decorativi. In Pocket Camp, il giocatore può decorare un campeggio al posto di una città ed ottenere dalle aree circostanti dei materiali, come legno e cotone, da utilizzare per la fabbricazione di oggetti vari. Il personaggio del giocatore può fare amicizia con vicini antropomorfi (i quali possono visitare il campeggio) oppure invitare altri giocatori umani e stringere amicizia con essi. Il giocatore può viaggiare in diverse aree, come Isola Solleone o Cala salmastra, oppure Piazza mercato in cui può vendere o comprare oggetti e vestiti. Il giocatore può scegliere il sesso del personaggio, personalizzarne i tratti somatici ed il camper con cui si sposta.
I vicini delle aree circostanti possono premiare il giocatore donandogli materiali da fabbricazione per aver completato delle piccole missioni. Un costruttore edile della zona trasformerà questi materiali in mobili, articoli vari e nuovi ambienti. Il giocatore può attrarre al campeggio specifici vicini acquistando i loro mobili preferiti. Come nei precedenti titoli della serie, il giocatore può pescare e catturare insetti.
Il gioco introduce una valuta da microtransazione (i Biglietti foglia) con la quale il giocatore può ridurre il tempo impiegato nella produzione dei vari oggetti. Il giocatore ottiene i Biglietti foglia completando le missioni assegnategli o comprandoli attraverso l'app store. Il giocatore può anche utilizzare i biglietti per acquistare mobili speciali che attrarranno più personaggi al proprio campeggio. Gli sviluppatori del gioco, nel corso del tempo, introducono eventi stagionali e oggetti a tema, disponibili per un periodo limitato.

## Sviluppo
All'inizio del 2016, Nintendo aveva già pianificato la pubblicazione di un gioco per dispositivi mobili della serie Animal Crossing che sarebbe diventato il primo gioco della casa produttrice a sbarcare in versione mobile. La serie di Animal Crossing fu scelta proprio perché aveva raggiunto un ampio consenso di pubblico e critica. L'uscita del gioco era prevista per la fine dello stesso anno ma fu poi posticipata, poiché Nintendo aveva dato priorità alla versione mobile di Super Mario Run. L'anno successivo, Nintendo sperimentò la microtransazione con il gioco mobile Fire Emblem Heroes. Il 25 ottobre 2017, Nintendo rivelò Pocket Camp durante una Nintendo Direct come sua quarta applicazione per dispositivi mobili. Fu pubblicato immediatamente lo stesso giorno in Australia per sistemi operativi iOS e Android, e nel resto del mondo (in almeno 41 paesi) il 22 novembre 2017.

### Animal Crossing: Pocket Camp Complete
Il 22 agosto 2024 è stato annunciato che il servizio online di Animal Crossing: Pocket Camp sarebbe terminato il 28 novembre 2024 e sostituito con una versione a pagamento senza microtransazioni.